# Mesosa cheni
Mesosa cheni är en skalbaggsart som beskrevs av J. Linsley Gressitt 1951. Mesosa cheni ingår i släktet Mesosa och familjen långhorningar. Inga underarter finns listade i Catalogue of Life.